# Tibiaster djanybekensis
Tibiaster djanybekensis är en spindelart som beskrevs av Andrei V. Tanasevitch 1987. Tibiaster djanybekensis ingår i släktet Tibiaster och familjen täckvävarspindlar.
Artens utbredningsområde är Kazakstan. Inga underarter finns listade i Catalogue of Life.